# بورلی هیلز (تگزاس)
بورلی هیلز، تگزاس(به انگلیسی: Beverly Hills, Texas) شهری در ایالت تگزاس از ایالات جنوبی ایالات متحده آمریکا است. در سرشماری سال ۲۰۰۰، جمعیت این شهر ۲۱۱۳ نفر اعلام شد.